# Nienke Olthof
Nienke Olthof (23 april 1995) is een Nederlands voormalig voetbalster die uitkwam voor AFC Ajax, sc Heerenveen en PEC Zwolle.

## Carrière
In het seizoen 2012/13 was ze reservekeepster bij AFC Ajax, waarna ze de overstap maakte naar competitiegenoot sc Heerenveen. Na drie seizoenen in Friesland ging ze over de grens naar het Duitse BV Cloppenburg dat uitkomt in Bundesliga 2. Na respectievelijk een derde en een vijfde plek na twee seizoenen kwam ze terug in Nederland, om te gaan voetballen bij PEC Zwolle. In april 2020 gaf ze aan te stoppen met voetbal en zich te concentreren op haar maatschappelijke carrière.

### Carrièrestatistieken
| Seizoen                      | Club            | Land            | Competitie            | Competitie | Competitie | Beker | Beker | Internationaal | Internationaal | Overig | Overig | Totaal | Totaal |
| Seizoen                      | Club            | Land            | Competitie            | Wed.       | Dlp.       | Wed.  | Dlp.  | Wed.           | Dlp.           | Wed.   | Dlp.   | Wed.   | Dlp.   |
| ---------------------------- | --------------- | --------------- | --------------------- | ---------- | ---------- | ----- | ----- | -------------- | -------------- | ------ | ------ | ------ | ------ |
| 2012/13                      | AFC Ajax        | Nederland       | BeNe League Orange    | 0          | 0          | 0     | 0     | –              | –              | –      | –      | 0      | 0      |
| 2012/13                      | AFC Ajax        | Nederland       | Women's BeNe League A | 0          | 0          | 0     | 0     | –              | –              | –      | –      | 0      | 0      |
| 2013/14                      | sc Heerenveen   | Nederland       | Women's BeNe League   | 16         | 0          | –     | 0     | –              | –              | –      | –      | 16     | 0      |
| 2014/15                      | sc Heerenveen   | Nederland       | Women's BeNe League   | 21         | 0          | –     | 0     | –              | –              | –      | –      | 21     | 0      |
| 2015/16                      | sc Heerenveen   | Nederland       | Eredivisie            | 11         | 0          | –     | 0     | –              | –              | –      | –      | 11     | 0      |
| 2016/17                      | BV Cloppenburg  | Duitsland       | 2. Bundesliga         | 18         | 0          | –     | 0     | –              | –              | –      | –      | 18     | 0      |
| 2017/18                      | BV Cloppenburg  | Duitsland       | 2. Bundesliga         | 20         | 0          | –     | 0     | –              | –              | –      | –      | 20     | 0      |
| 2018/19                      | PEC Zwolle      | Nederland       | Eredivisie            | 24         | 0          | 4     | 0     | –              | –              | –      | –      | 28     | 0      |
| 2019/20                      | PEC Zwolle      | Nederland       | Eredivisie            | 8          | 0          | 0     | 0     | –              | –              | 2      | –      | 10     | 0      |
| Carrière totaal              | Carrière totaal | Carrière totaal | Carrière totaal       | 126        | 0          | 4     | 0     | 0              | 0              | 2      | 0      | 124    | 0      |
| Bijgewerkt tot 30 april 2020 |                 |                 |                       |            |            |       |       |                |                |        |        |        |        |

## Interlandcarrière

### Nederland onder 19
| Interlands van Nienke Olthof | Interlands van Nienke Olthof | Interlands van Nienke Olthof | Interlands van Nienke Olthof | Interlands van Nienke Olthof | Interlands van Nienke Olthof |
| №                            | Datum                        | Wedstrijd                    | Uitslag                      | Soort Wedstrijd              | Doelpunten                   |
| Als speler bij AFC Ajax      | Als speler bij AFC Ajax      | Als speler bij AFC Ajax      | Als speler bij AFC Ajax      | Als speler bij AFC Ajax      | Als speler bij AFC Ajax      |
| ---------------------------- | ---------------------------- | ---------------------------- | ---------------------------- | ---------------------------- | ---------------------------- |
| 1.                           | 6 maart 2013                 | IJsland – Nederland          | 3 – 1                        | Vriendschappelijk            | 0                            |
| 2.                           | 10 maart 2013                | Nederland – Engeland         | 1 – 0                        | Kwalificatie EK –19 2014     | 0                            |
| Als speler bij sc Heerenveen |                              |                              |                              |                              |                              |
| 3.                           | 23 september 2013            | Nederland – Malta            | 3 – 0                        | Kwalificatie EK –19 2014     | 0                            |
| 4.                           | 26 september 2013            | Servië – Nederland           | 0 – 3                        | Vriendschappelijk            | 0                            |

## Erelijst

### MetNederland onder 19
| Internationaal                  |    |      |
| Europees kampioenschap onder 19 | 1× | 2014 |